# Amerikaanse ijshockeyploeg (vrouwen)

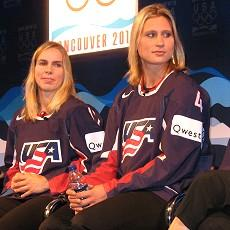
Jenny Potter & Angela Ruggiero bij de Olympische Spelen 2010

De Amerikaanse vrouwenijshockeyploeg is een team van ijshockeyers dat de Verenigde Staten vertegenwoordigt in internationale vrouwenijshockey wedstrijden. Het team speelde haar eerste wedstrijden in het World Women’s Ice Hockey Tournament 1987 in Canada in het voorjaar van 1987.
Het heeft deelgenomen aan alle Olympische Spelen en wereldkampioenschappen en heeft daarin 2 olympische titels en 10 wereldtitels veroverd. Alleen recordkampioen Canada heeft in beide kampioenschappen meer titels veroverd. Het won de 3/4 Nations Cup 9 keer.
Topscorer aller tijden van het Amerikaanse vrouwenteam is Natalie Darwitz met 237 punten (114 goals en 123 assistes). Recordinternational is Angela Ruggiero met 257 wedstrijden.

## Deelname aan de Olympische Spelen
| Jaar | Locatie                           | Plaats |
| ---- | --------------------------------- | ------ |
| 1998 | Japan (Nagano)                    | Goud   |
| 2002 | Verenigde Staten (Salt Lake City) | Zilver |
| 2006 | Italië (Turijn)                   | Zilver |
| 2010 | Canada (Vancouver)                | Zilver |
| 2014 | Rusland (Sotchi)                  | Zilver |
| 2018 | Zuid-Korea (Pyeongchang)          | Goud   |
| 2022 | China (Peking)                    | Zilver |

## Deelname aan het wereldkampioenschap
| Jaar | Locatie                                          | Plaats |
| ---- | ------------------------------------------------ | ------ |
| 1990 | Canada (Ottawa)                                  | Zilver |
| 1992 | Finland (Tampere)                                | Zilver |
| 1994 | Verenigde Staten (Lake Placid)                   | Zilver |
| 1997 | Canada (diverse plaatsen in Ontario)             | Zilver |
| 1999 | Finland (Espoo)                                  | Zilver |
| 2000 | Canada (diverse plaatsen in Ontario)             | Zilver |
| 2001 | Verenigde Staten (diverse plaatsen in Minnesota) | Zilver |
| 2004 | Canada (Halifax, Dartmouth)                      | Zilver |
| 2005 | Zweden (Linköping)                               | Goud   |
| 2007 | Canada (Winnipeg, Selkirk)                       | Zilver |
| 2008 | China (Harbin)                                   | Goud   |
| 2009 | Finland (Hämeenlinna)                            | Goud   |
| 2011 | Zwitserland (Zürich, Winterthur)                 | Goud   |
| 2012 | Verenigde Staten (Burlington)                    | Zilver |
| 2013 | Canada (Ottawa)                                  | Goud   |
| 2015 | Zweden (Malmö)                                   | Goud   |
| 2016 | Canada (Kamloops)                                | Goud   |
| 2017 | Verenigde Staten (Plymouth)                      | Goud   |
| 2019 | Finland (Espoo)                                  | Goud   |
| 2021 | Canada (Calgary)                                 | Zilver |
| 2022 | Denemarken (Herning, Frederikshavn)              | Zilver |
| 2023 | Canada (Brampton)                                | Goud   |
| 2024 | Verenigde Staten (Utica, New York)               | Zilver |
| 2025 | Tsjechië (České Budějovice)                      | Goud   |